# Шоуян
Шоуя́н (кит. упр. 寿阳, пиньинь Shòuyáng) — уезд городского округа Цзиньчжун провинции Шаньси (КНР).

## История
Уезд был создан при империи Западная Цзинь. При империи Северная Вэй в 448 году его название было изменено на 受阳县, а в 527 году уезд был расформирован. При империи Суй в 590 году уезд был воссоздан, а при империи Тан в 623 году ему было возвращено название 寿阳县.
В 1949 году был образован Специальный район Юйцы (榆次专区), и уезд вошёл в его состав. В 1958 году Специальный район Юйцы был переименован в Специальный район Цзиньчжун (晋中专区); при этом уезд Шоуян был расформирован, а его территория перешла под юрисдикцию города Юйцы. В 1960 году уезд юыл воссоздан и перешёл под юрисдикцию Специального района Цзиньчжун.
В 1970 году Специальный район Цзиньчжун был переименован в Округ Цзиньчжун (晋中地区).
В 1999 году постановлением Госсовета КНР были расформированы округ Цзиньчжун и город Юйцы, и образован городской округ Цзиньчжун.

## Административное деление
Уезд делится на 7 посёлков и 7 волостей.